# Gyllennieroth
Gyllennieroth är en svensk adelsätt från Småland.

## Historik
Släktens historia börjar under 1600-talet i Småland med regementskvartermästaren Svickert Nieroth (död 1645) vid Smålands kavalleriregemente. Han fick tillsammans med Brita Lilliesparre af Fylleskog några barn som adlades 30 oktober 1652 till Gyllennieroth för faderns förtjänster. Ätten introducerades i Sveriges Riddarhus 1654 som nummer 573 och utslocknade i slutet av 1600-talet.